# Dzięciołowate
Dzięciołowate (Picidae) – rodzina ptaków z rzędu dzięciołowych (Piciformes). Obejmuje ponad 230 gatunków.

## Zasięg występowania
Rodzina obejmuje gatunki zamieszkujące lasy i zadrzewienia całego świata poza Australią, Nową Gwineą, Madagaskarem i innymi mniejszymi wyspami.

## Cechy charakterystyczne
Ptaki te charakteryzują następujące cechy:
- rozmiary od małych po średnie (od 8 do 50 cm długości i od 6 do 315 g masy ciała)
- bardzo silny, dłutowaty dziób
- silnie rozwinięty, bardzo długi język wraz ze specyficznie zbudowanym aparatem gnykowym
- język pokryty lepką wydzieliną gruczołów ślinowych podjęzykowych
- sztywne, ostro zakończone sterówki umożliwiające opieranie się ogonem o drzewo
- bardzo ostre pazury, zazwyczaj parami przeciwstawne
- pożywienie stanowią owady uzupełniane pokarmem roślinnym
- niektóre gatunki wsuwają szyszkę bądź orzech między gałęzie lub w szczelinę kory w upatrzonym przez siebie miejscu i następnie rozbijają je. Takie miejsce nazywane jest kuźnią.
- niektóre gatunki dziurawią gatunki bogatych w soki drzew, które wabią i unieruchamiają owady następnie zjadane przez ptaka.
- monogamiczne, niektóre gatunki w okresie godowym szybko uderzają w suchą pustą gałąź. Powstały odgłos godowy nazywany jest bębnieniem.
- gnieżdżą się w dziuplach, niemal zawsze samodzielnie wykutych
- wyprowadzają jeden lęg w roku, pisklęta wykluwają się nagie i ślepe, z charakterystycznym zgrubieniem na pięcie, na którym siedzą w niewyścielonej dziupli.
- w upierzeniu dzięciołów występują czarne i białe barwy, ale niektóre bardzo kolorowe. Często czerwonawa czapeczka i pokrywy podogonowe.

## Systematyka
Do rodziny należą następujące podrodziny:
- Jynginae Swainson, 1832 – krętogłowy
- Picumninae G.R. Gray, 1840 – dzięciolniki
- Sasiinae Sangster(inne języki), Gaudin & Fuchs(inne języki), 2022 – kusodzięciolniki
- Picinae Leach, 1819 – dzięcioły